# La Font de la Figuera
Pour les articles homonymes, voir Font et Fuente.
La Font de la Figuera, en valencien et officiellement, (Fuente la Higuera en castillan), est une commune d'Espagne de la province de Valence dans la Communauté valencienne. Elle est située dans la comarque de la Costera et dans la zone à prédominance linguistique valencienne.

## Géographie

Localisation de La Font de la Figuera
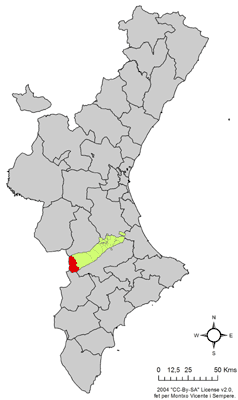
dans la Communauté valencienne.
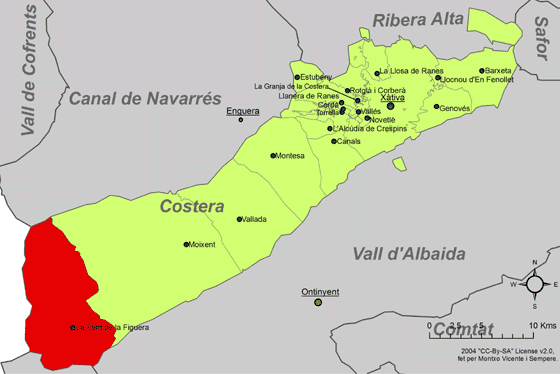
dans la comarque de la Costera.

### Localités limitrophes
Le territoire communal de La Font de la Figuera est voisin de celui des communes suivantes :
Enguera, Fontanars dels Alforins et Moixent de la province de Valence, Villena de la province d'Alicante et Almansa de la province d'Albacete.

## Démographie
| Population | 3.641 | 3.858 | 4.046 | 3.958 | 3.779 | 3.428 | 3.189 | 3.439 | 2.974 | 2.571 | 2.208 | 2.173 | 2.129 | 2.081 | 2.213 |

## Administration
Liste des maires, depuis les premières élections démocratiques.
| Législature | Nom du Maire         | Parti politique |
| ----------- | -------------------- | --------------- |
| 1979-1983   |                      |                 |
| 1983-1987   |                      |                 |
| 1987-1991   |                      |                 |
| 1991-1995   |                      |                 |
| 1995-1999   |                      |                 |
| 1999-2003   |                      |                 |
| 2003-2007   | Santiago Micó Rivera | PP              |
| 2007-2011   |                      |                 |

## Personnalités liées à la commune
- Marifé Arroyo (1946-), enseignante liée au mouvement de rénovation pédagogique dans l'Espagne des années 1970 et à la diffusion du valencien[5].

### Sources
- (es) Cet article est partiellement ou en totalité issu de l’article de Wikipédia en espagnol intitulé « Fuente la Higuera » (voir la liste des auteurs).
- (es) Varaciones de los municipios de España desde 1842, Ministerio de administraciones públicas, octobre 2008, 364 p. (lire en ligne) [PDF]